# 梅卡妮可 -兔子與水星之謠-
《梅卡妮可 -兔子與水星之謠-》是日本遊戲開發社團Loser/s製作的解密角色扮演遊戲，遊戲於2020年4月10日在DLsite發佈，中文版由御宅计划於2021年9月17日在Steam發行。

## 遊戲系統
遊戲中玩家扮演主人公和自家的兔耳女僕機器人梅卡妮可在架空的未來水星城市「斷頭台」進行探索，期間與城市的居民進行互動，在循環的三天中找出世界毀滅的真相。遊戲中沒有戰鬥的內容，主人公是一個懂得「魔法音樂」的音樂家，以音樂影響他人的情緒。遊戲中他利用梅卡妮可演奏歌曲，獲得居民信任又或者幫助居民尋找物品以獲得情報和關機道具。主人公演奏需要的力量來源於性騷擾和性行為，故事中主人公主要從梅卡妮可獲得力量，部分女性角色也會和主人公發生關係。遊戲中也有一些養成要素，玩家透過事件和送禮物提高梅卡妮可的忠誠度和親密度以解鎖性騷擾事件和性交體位，還可以給梅卡妮可更換服飾。玩家每天能獲得一定數量行動點，探索和交談等事件都會消耗行動點，行動點每天重置，玩家可以透過更改城市的廣播音樂，影響市民的活動意向，進而遇到不同的角色。

## 故事簡介
人類為了消滅決定論製作了「反埃特雷兵器」，之後未來迎來了無數的可能性，這件事被稱為「神之死事件」。為了紀念，人類在水星建造了「因果計」顯示未來的可能性。數十年後的公元5029年，居住於日本在水星領土「斷頭台」的主人公，偶然一次抽獎獲得了高性能的人工智能機器人梅卡妮可。有一天，兩人發現「因果計」顯示的可能性變成了2，兩日後水星崩塌兩人死亡後回到了三天前，並保有之前的記憶。和原有時間線不同，主人公家門前留下了偵探「廢道嚮」的信件，兩人在城市中找到了「廢道嚮」留下的錄像帶。錄像中廢道嚮分析出有人在計劃毀滅宇宙，兩人是最有可能找出兇手的，所以被選為救世主，可以回溯到毀滅前三天去尋找真相並阻止宇宙的毀滅，廢道嚮也表示會給予情報上的支持。主人公應諾進行了調查，在不斷重複的三天中主動接觸不同的市民，了解他們的故事，解決他們的困難，獲取他們的信任。漸漸地主人公得知了世界的秘密。
這個世界存在一個秘密的「電線桿協會」，協會發現在「神之死事件」之後，宇宙失去了世界線收束的功能，導致平行世界的激增，宇宙在未來將由於不堪重負而崩潰。於是他們打算引入上位次元的「觀測者」，強制收束世界線，以避免宇宙的崩潰。協會挑選了宇宙中最合適作為主人公的人，還派出了梅卡妮可去保護主人公。協會的行動也引起了主人公和梅卡妮可所在世界線以外的次元的恐慌和自救行動，其中一個次元奉行弱肉強食，吞噬他人的意識形成更強的生命，由此誕生了「陰靈黑兔」的個體穿越次元去毀滅主人公世界，以避免自身世界的毀滅。協會在對抗陰靈黑兔期間隕落了不少成員，倖存者朝顏更希望朝氣的主人公世界留存下來，於是打造了三天回溯的世界。在解開謎題之後，主人公和梅卡妮可成功阻止了陰靈黑兔的行動，拯救了世界。

## 開發
《梅卡妮可 -兔子與水星之謠-》是Loser/s繼《兔耳冒險譚》之後啟動的專案，由於製作組之前主要製作視覺小說，並沒有開發2D模擬遊戲的經驗，原定一年的開發時間，最後用了兩年完成遊戲。作品由編劇逢緣奇演和原畫全然鰻共同開發。製作人逢緣奇演一開始是想製作角色扮演遊戲，如桌上角色扮演遊戲般有大量指令，後來由於開發困難，在一番取捨之後，定下了「開放世界的視覺小說」的開發方向，同時加入音樂演奏的系統，以增加遊戲性。《梅卡妮可》的劇本經過大幅度的修改，在最初的設計中，男主是失憶的鋼琴家，梅卡妮可是封閉在地下室的機器人，遊戲主線是梅卡妮可為了奪回主人公的回憶展開的冒險，定稿的劇本完成改變了角色原本的設定，部分角色的戲份也完全拋棄。遊戲的角色設計、立繪和色情場景由全然鰻負責，他也有參與遊戲的部分演出，劇情電腦圖像由負責。遊戲部分原畫進行了外包，如其中性騷擾事件的插畫由9kv_lan負責，背景圖片由黑木設計，黑木的美術設計風格也給與製作組很大的啟發，確認了作品的製作方向。不同於主流遊戲統一角色畫風，或者單獨畫師負責某一角色相關插畫，製作組讓每個畫師保留自己的風格去創作同一個角色，所以遊戲中畫風從整體和單一角色都不統一。遊戲內音樂超過150首，大部分是免費的同人音樂，部分是從音樂素材庫購買，遊戲中唯一的原創曲為主題曲《Mechanical Session》，由逢緣奇演負責作詞。
遊戲的宣傳視頻由STUDIO SAKURA的櫻谷負責製作，宣傳視頻中的歌曲為主題曲《Mechanical Session》，歌曲由NIMO作曲，視頻的主要插畫由創作。

## 發行
Loser/s最早於2019年1月在ci-en公佈新遊戲的信息，作品取名為《MECHANICA》，5月遊戲的標誌設計完成，增加副標題「兔子與水星之謠」。2020年2月14日，製作組發佈了遊戲的試玩版。同年3月25日，製作組預告作品會在4月上旬發佈。遊戲在4月10日在DLsite正式發佈。2021年3月4日，御宅计划宣佈在Steam發行該作，同年9月17在正式上架Steam，並且支持簡體中文。DLsite的版本有成人元素，Steam版本有刪減相關內容，為全年齡版。

## 反響
遊戲在DLsite銷量為同人作品類別2020年度26位，並且在該類別2020年4月（4月2日-5月2日期間）為銷量第一。還獲得2020 DLsite Award的同人部門的「優秀故事獎」。遊戲在Steam發行後，也獲得98%的好評，玩家對遊戲世界觀和故事都有正面的評價。

## 外部連結
- 官方网站 （简体中文）